# Manfred Rummel
Manfred Rummel (* 22. Juli 1938 in Essen; † 27. Juli 2017) war ein deutscher Fußballspieler und -trainer, der als Stürmer von Schwarz-Weiß Essen  den DFB-Pokal von 1959 gewann und in der Saison 1961/62 mit 26 Treffern Torschützenkönig der Fußball-Oberliga West wurde. In der Bundesliga spielte er in den 1960er Jahren beim SC Preußen Münster und dem 1. FC Kaiserslautern.  Das Ende seiner Fußballerlaufbahn verbrachte er in den USA. Als Trainer führte er in den 1970er Jahren sowohl den TSV Bayer 04 Leverkusen als auch den SC Rot-Weiß Oberhausen von der Drittklassigkeit in die 2. Bundesliga.

## Laufbahn

### Spieler, bis 1968
Das 20-jährige Manfred Rummel wechselte zur Runde 1958/59 aus der damals noch eigenständigen Stadt Kettwig, vom dortigen Amateurverein FSV Kettwig, in die 2. Liga West zu ETB Schwarz-Weiß-Essen. Rummel erfüllte sofort die in ihn gesetzten Erwartungen als Torschütze und stieg mit der Mannschaft um Routinier Hubert Schieth als Vizemeister in die Oberliga West auf. Die Vorrunde 1959/60 verlief sportlich für den Aufsteiger vom Uhlenkrugstadion sehr positiv. Nach dem Nachholspiel am 20. Dezember 1959 gegen den Tabellenzweiten Westfalia Herne, das Heimspiel wurde überlegen mit 5:0 Toren gewonnen und Rummel hatte dabei vor 20.000 Zuschauern die Schwarz-Weißen in der 20. Minute mit 1:0 in Führung gebracht, rangierte ETB mit 17:13 Punkten und 30:16 Toren auf dem fünften Rang in der Oberliga West. Daneben hatte sich die Mannschaft von Trainer Hans Wendlandt im Pokal durch die Erfolge im Westdeutschen Pokal – Finalsieg am 8. August 1959 in Bochum mit 3:2 Toren gegen Westfalia Herne, wobei Torjäger Rummel gegen Alfred Pyka und Hans Tilkowski zwei Tore erzielte –, dem 6:3-Erfolg bei Hertha BSC (2 Treffer von Rummel) und dem überraschenden Halbfinalsieg am 12. Dezember 1959 beim Hamburger SV mit 2:1 Toren nach Verlängerung – beide Tore durch Rummel – in das Finale im DFB-Pokal am 27. Dezember in Kassel gegen Borussia Neunkirchen gespielt. Mit der Angriffsbesetzung Horst Trimhold, Hubert Schieth, Manfred Rummel, Hans Küppers und Theo Klöckner entschieden die Essener das Finale klar mit 5:2 Toren für sich. Wiederum gelangen dem Torschützen vom Dienst, Mittelstürmer Rummel, zwei Tore.
Nach diesem sensationellen Erfolg folgte aber in der Oberliga-Rückrunde ein sportlicher Einbruch, der ETB am Schlusstag der Runde, am 24. April 1960, nach der 0:3-Niederlage beim Vizemeister Herne zum Abstieg führte. Der VfL Bochum gewann gegen Meister 1. FC Köln das Heimspiel mit 3:2 Toren und schob sich damit vom 15. Rang noch auf den elften Platz nach vorne, punktgleich mit Hamborn 07, RW Oberhausen und Borussia Mönchengladbach die alle punktgleich mit 27:33 Punkten die Runde beendeten und Fortuna Düsseldorf und SW Essen mit 26:34 bzw. 25:35 Punkten zum Abstieg verurteilten. SW Essen wies mit 47:46 Toren ein positives Torverhältnis auf. Ab Platz fünf der Tabelle, der Duisburger SpV hatte mit 47:51 Toren 30:30 Punkte erreicht, kamen dagegen alle Mannschaften mit einem negativen Torverhältnis aus der Runde heraus. Manfred Rummel erzielte 13 Tore in dieser Runde. Bei ETB blieb die Mannschaft nach dem Abstieg zusammen und feierte 1960/61 – der Lokalrivale Rot-Weiss Essen stieg aus der Oberliga ab – die Meisterschaft in der 2. Liga West vor Fortuna Düsseldorf und Bayer 04 Leverkusen und damit die sofortige Rückkehr in die Oberliga. Im Jahr der Fußballweltmeisterschaft 1962 in Chile errang der Aufsteiger hinter dem 1. FC Köln, Schalke 04 und Rot-Weiß Oberhausen in den Oberliga West den vierten Rang. Manfred Rummel holte sich mit 26 Treffern die Torschützenkrone vor Karl-Heinz Thielen (25 Tore), Jürgen Schütz (20), Willi Bergstein (20) und Christian Müller mit 17 Toren. Am 4. Februar 1962 bestritt der Torjäger ein Repräsentativspiel für Westdeutschland. In Wuppertal stürmte er an der Seite von Carl-Heinz Rühl, Werner Tönges, Günter Augustat und Hans-Otto Peters beim 3:2-Erfolg gegen Berlin in der Auswahl von Westdeutschland. Im letzten Oberligajahr 1962/63 kam SW Essen auf den siebten Rang, für die neue Fußball-Bundesliga konnte sich die Mannschaft vom Uhlenkrug damit aber nicht qualifizieren. Manfred Rummel hatte in drei Oberligarunden – 1959/60, 1961/62, 1962/63 – 87 Spiele für die Schwarz-Weißen absolviert und dabei 51 Tore erzielt.
Für Rummel aber reichte es für die Bundesliga, denn er erhielt einen Vertrag beim SC Preußen Münster. Rummel stand am Debüttag der neuen Liga, am 24. August 1963, beim Heimspiel der Preußen vor 10.000 Zusehern bei 1:1 gegen den Hamburger SV als Mittelstürmer auf dem Platz. Trainer Richard Schneider belegte mit seiner Mannschaft am Rundenende den 15. Platz von 16 Vereinen und stieg damit in die Regionalliga West ab. Rummel hatte in 27 Spielen sieben Tore für die Preußen erzielt.
Nach dem Abstieg schloss sich der Mann aus Kettwig dem neuen Fusionsverein aus Duisburg, Eintracht Duisburg an und spielte in der Saison 1964/65 in der Regionalliga West. Zu einem Spitzenplatz reichte es aber nicht. Die Hoffnung zu einer ernsthaften Konkurrenz nach der Fusion für den Bundesligisten Meidericher SV werden zu können, konnte nicht in die Tat umgesetzt werden. Die Eintracht belegte den elften Rang und Rummel hatte dabei in 26 Spielen zehn Tore erzielt. Er nahm zur Runde 1965/66 das Angebot des 1. FC Kaiserslautern aus der Bundesliga an und wechselte an den Betzenberg. Unter Trainer Gyula Lóránt erlebte Rummel mit den weiteren Neuzugängen Otto Geisert und Uwe Klimaschefski im Weltmeisterschaftsjahr 1966 einen aufreibenden Abstiegskampf. In 25 Spielen erzielte er für die „Roten Teufel“ elf Tore und trug damit dazu bei, dass die Lautrer knapp mit 26:42 Punkten den rettenden 15. Rang erreichten.
Mit Kaiserslautern startete er ausgezeichnet in die Runde 1966/67. Nach dem fünften stand der 1. FCK mit 9:1 Punkten überraschend auf dem ersten Platz in der Bundesliga. Nach Abschluss der Hinrunde reichte es aber nur noch zu Platz zehn. Bis dahin hatte er seit 1965 38 Spiele für die Betzenbergelf absolviert und dabei 15 Tore erzielt.
Zu diesem Zeitpunkt erhielt Rummel vom Spielervermittler Raymond Schwab, ehemaliger ETB-Spieler wie er, ein Angebot, das er nicht ausschlagen konnte, und wechselte in die USA, um dort in der neugegründeten National Professional Soccer League bei den unter dem Ingolstädter Trainer Herbert Vogt antretenden Pittsburgh Phantoms zu spielen. In der Mannschaft waren viele Deutsche wie der Verteidiger Herbert Finken ("Mein Name ist Finken und du wirst gleich hinken") und noch mehr Holländer, allen voran hier der Star Jacobus "Co" Prins. Nach 32 Spielen, wo Rummel in 19 dabei war und 14 Tore erzielte (was sowohl in der Torschützen als auch der Scorerliste zum fünften Platz reichte), waren die Phantoms letzte in ihrer Fünfergruppe – und, wie auch die ganze Liga, pleite.
Mit vielen seiner Mannschaftskameraden wechselte er daher 1968 zu den Kansas City Spurs, wo János Bédl, der schon mal für vier Spiele in Pittsburgh amtswaltete, Trainer war. Kansas City war mit rund 8.500 Besuchern pro Spiel mit Abstand Zuschauerkröus der North American Soccer League und kam auch als Gruppenerster in die Play-offs, quasi das Meisterschaftshalbfinale, wo sie aber mit 1:1 und 0:1 gegen die San Diego Toros ausschieden. Danach beendete Rummel, der noch einmal 11 Tore in 29 Partien erzielte, seine Spielerlaufbahn.

### Trainer, Vizepräsident und Manager
Über die Amateurvereine Union Frintrop und den 1. FC Viersen stieg der ehemalige Torjäger in die Fußballtrainer-Aufgabe ein und absolvierte im Jahre 1974 in Köln erfolgreich die Ausbildung zum Fußball-Lehrer. Lehrgangskollegen von Rummel waren u. a. Lothar Buchmann, Toni Burghardt und Richard Saller.
Bayer 04 Leverkusen führte er 1974/75 aus der Amateurliga Mittelrhein in die 2. Bundesliga. Auch mit Rot-Weiß Oberhausen gelang Rummel 1978/79 der Aufstieg in die 2. Bundesliga. Der Sportlehrer an einer Essener Sonderschule fungierte am Stadion Niederrhein bei RWO zudem zeitweise als Vizepräsident bzw. als Manager.
Anfang der 1980er Jahre übernahm er das Traineramt beim Landesligisten Duisburger SV 1900. Von Januar 1981 bis Mitte 1983 war er Trainer beim Drittligisten ETB Schwarz-Weiß Essen, wo er von 2006 bis 2011 auch Geschäftsführer war.

## Spielerlaufbahn / Statistik
- 1958–1963: ETB Schwarz-Weiß Essen 86      (50)
- 1963–1964: SC Preußen Münster 27 (8)
- 1964–1965: Eintracht Duisburg 26 (10)
- 1965–1967: 1. FC Kaiserslautern 38 (15)
- 1967: Pittsburgh Phantoms 19 (14)
- 1968: Kansas City Spurs 28 (11)

Erfolge
- DFB-Pokal: 1959
- Torschützenkönig der Oberliga West: 1962 (26 Tore)